# William Lewis Elkin
William Lewis Elkin, född 29 april 1855 i New Orleans, Louisiana, död 30 maj 1933 i i New Haven, Connecticut, var en amerikansk astronom. Han var direktör vid Yaleobservatoriet i New Haven 1896-1910, och utförde omfattande bestämningar av stjärnornas parallaxer.

## Biografi
Elkin var  ett av fem barn till läraren Lewis Elkin och Jane Elkin, född Fitch, men det enda som överlevde till vuxen ålder. Efter sin makes död 1867 bodde modern utomlands i 17 år med sonen. Han lärde sig då flytande tyska och franska och fick en grundläggande förståelse av italienska och spanska. Han utvecklade också ett musikintresse som varade resten av livet.
Elkin blev allvarligt sjuk 1870, möjligen av dysenteri, och kom därefter ofta att drabbas av hälsoproblem. År 1872 började han vid Königliche polytechnische Schule i Stuttgart, där han studerade anläggningsteknik och tog examen 1876. Under studierna blev han intresserad av astronomi och bestämde sig för att göra karriär inom detta område. Efter examen arbetade han i fyra år vid observatoriet i Strasbourg. År 1880 disputerade han vid universitetet i Strasbourg med en avhandling om Alpha Centauris parallax.
På grund av ohälsa gick han i pension vid 55 års ålder. Under sin pensionering fortsatte han med musik, fotografering och bilmekanik.

## Karriär

### Heliometriska observationer
Ett år innan Elkin lämnade Strasbourg hade han ett möte med David Gill vid Cape Observatory. De två männen blev snabbt vänner och Gill gav Elkin en inbjudan till Kapstaden dit han anlände 1881. Under tiden vid observatoriet samarbetade Gill och Elkin med att mäta parallaxer förstjärnor av första storleken med hjälp av en heliometer.
År 1884 fick Elkin ett erbjudande av H. A. Newton att bli "Astronom med ansvar för heliometern" vid Yale University Observatory och han efterträdde senare Newton som observatoriechef 1896. Elkin använde först Yale Heliometer för att göra mätningar av Plejaderna och senare en undersökning av nordliga stjärnor. I samarbete med Frederick L. Chase och Mason Smith använde han heliometern för att genomföra en undersökning som identifierade 238 parallaxer. Detta arbete noterades av Frank Schlesinger för dess särskilda noggrannhet, åtminstone för den tiden och för eliminering av systematiska fel. 

### Meteorfotografering
Elkin är också erkänd som en pionjär inom meteorfotografering och mellan 1894 och 1910 tog han fotografier av ca 130 meteorspår. Genom att använda två grupper av kameror med roterande slutare, en idé som först föreslogs av Jonathan Homer Lane, var han den förste att exakt bestämma meteorers hastighet.

## Priser och utmärkelser
- Utländsk medlem av Royal Astronomical Society of London, 1892.[12]
- Honorary M.A., Yale University, 1893.[12]
- Invald i The National Academy of Sciences, 1895.[12]
- Lalande Prize av French Academy of Sciences, 1908.[8]
- Hedersdoktorat vid Universitetet i Christiania, 1911.[13]